# Stanislav Denísov
Stanislav Denísov –en ruso, Станислав Денисов– (23 de diciembre de 1993) es un deportista ruso que compite en taekwondo. Ganó una medalla de plata en el Campeonato Mundial de Taekwondo de 2015 y una medalla de bronce en el Campeonato Europeo de Taekwondo de 2016, ambas en la categoría de –54 kg.

## Palmarés internacional
| Campeonato Mundial | Campeonato Mundial  | Campeonato Mundial | Campeonato Mundial |
| Año                | Lugar               | Medalla            | Categoría          |
| ------------------ | ------------------- | ------------------ | ------------------ |
| 2015               | Cheliábinsk (Rusia) | Medalla de plata   | –54 kg             |
| Campeonato Europeo |                     |                    |                    |
| Año                | Lugar               | Medalla            | Categoría          |
| 2016               | Montreux (Suiza)    | Medalla de bronce  | –54 kg             |